# District de Homoine
Le district de Homoine est une subdivision administrative dans la province d'Inhambane au nord du Mozambique. En 2015, sa population est de 107 475 habitants.

## Source de la traduction
- (en) Cet article est partiellement ou en totalité issu de l’article de Wikipédia en anglais intitulé « Homoine District » (voir la liste des auteurs).